# Reeds Crossing (Illinois)
Reeds Crossing, est une ancienne communauté, devenue une ville fantôme, du comté de Boone en Illinois, aux États-Unis. Elle est située dans le township de Spring, au sud de Belvidere et au nord de Herbert (en).

## Source de la traduction
- (en) Cet article est partiellement ou en totalité issu de l’article de Wikipédia en anglais intitulé « Reeds Crossing, Illinois » (voir la liste des auteurs).